# Lễ dâng Đức Maria vào đền thánh

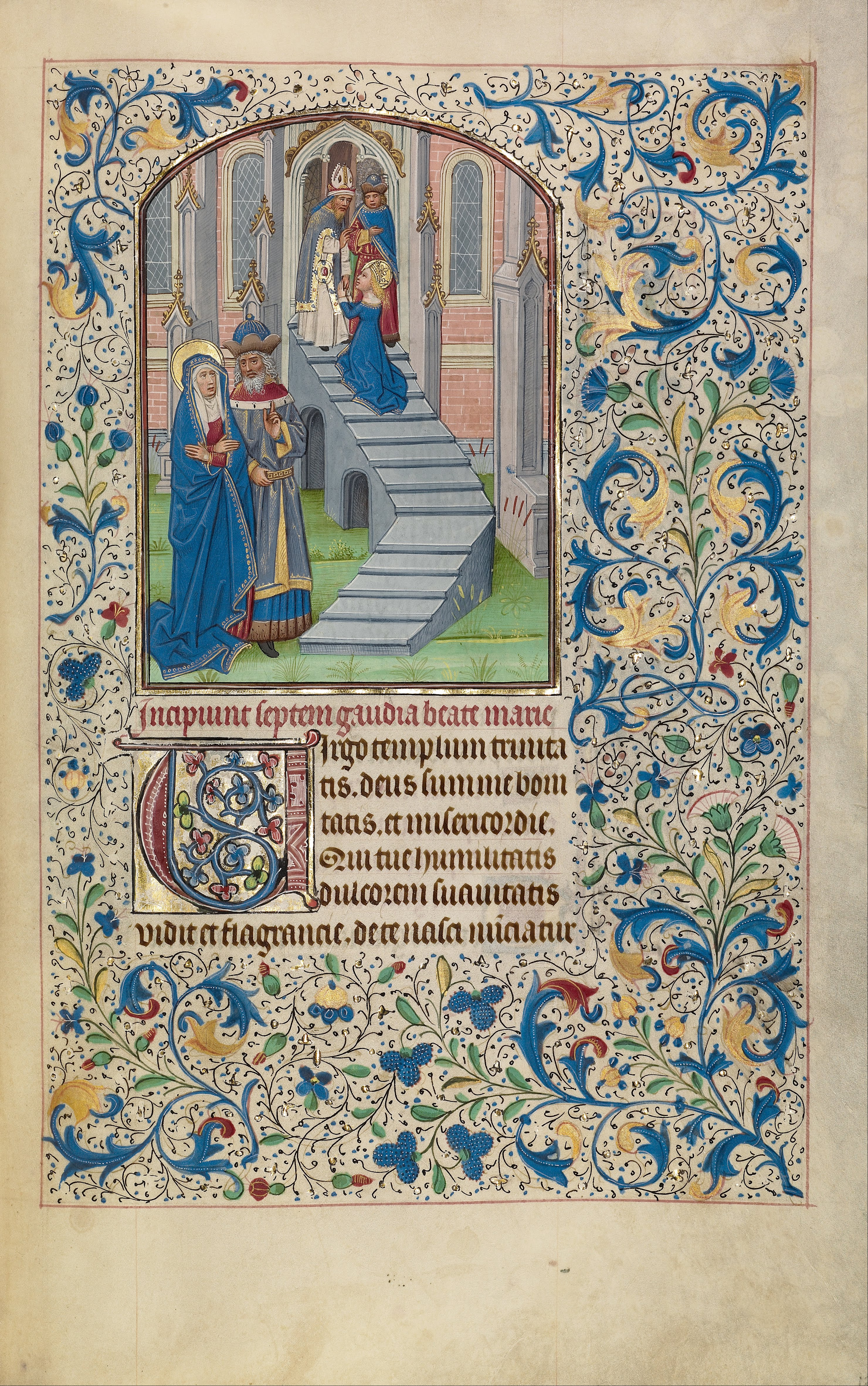
Dâng Đức Maria vào Đền Thờ, Willem Vrelant

Lễ dâng Đức Maria vào đền thánh là một ngày lễ trong lịch phụng vụ của Giáo hội Công giáo Rôma, Giáo hội Công giáo phương Đông và Giáo hội Chính Thống.
Theo Sách Xuất Hành 13:2 và 13:12 thì tất cả các con trai đầu lòng Do Thái phải được dâng vào Đền Thờ. Điều này khiến người ta tin rằng Gioankim và Anna đã dâng Maria vào Đền Thờ, con trẻ mà họ đã được Thiên Chúa nhậm lời sau thời gian dài cầu nguyện.
Trong trình thuận Luca (1:34), Maria đã đáp lại lời sứ thần: "Việc ấy xảy ra thế nào được, vì tôi không biết đến người nam". Điều này khiến người ta nghĩ đến giả thiết Maria đã có một lời khấn nguyện đồng trinh. Mà dịp thuận tiện nhất cho lời khấn ấy là khi Maria được dâng vào Đền Thờ. Tin mừng ngoại thư của Thánh Giacôbê và tác phẩm "De nativ.Mariae"(7-8) khẳng định rằng Gioankim và Anna đã dâng con trẻ Maria vào Đền Thờ khi con trẻ này được 3 tuổi. Thánh Grêgôriô thành Nýt và Thánh Germanô thành Constantinôpôli cũng theo trình thuật này.
Truyền thống của giáo hội không định rõ con trẻ Maria được dâng vào Đền Thờ khi mấy tuổi nhưng đã tổ chức mừng lễ này. Lễ này được đề cập lần đầu tiên trong một tư liệu của Manuel Commenus vào năm 1166; xuất phát từ Constantinôpôli, lễ này đã được truyền sang Giáo hội Tây phương vào khoảng năm 1371. Một thế kỷ sau đó, Giáo hoàng Xíttô IV đưa lễ này vào Kinh thần vụ. Năm 1585, Giáo hoàng Xíttô V mở rộng lễ này cho toàn thể Giáo hội.